# شينكو
شينكو (Shinco) هي شركة صينية لتصنيع الأجهزة الإلكترونية الاستهلاكية، والتي تشمل المكيفات الهوائية/ المضخات الحرارية، وأجهزة التلفزيون، ومشغلات نظام التموضع العالمي، دي في دي والغسالات. تأسست الشركة عام 1980 ، ويعمل لديها 8000 موظف في 12 مصنعًا. في عام 2003، كانت الشركة تنتج خمسة ملايين مشغل دي في دي سنويًا.

## روابط خارجية
- الموقع الرسمي